# Hot Dog (film, 1928)
Hot Dog (även Hot Dogs) är en förlorad animerad kortfilm från 1928 med Kalle Kanin i huvudrollen.

## Handling
Kalle Kanin skolkar från skolan för att se på en cirkusföreställning. Det dröjer dock inte länge förrän han blir jagad av polisen.

## Om filmen
Filmen har gått förlorad och finns inte tillgänglig, däremot finns bildmanus och några teckningar av den sparade.